# Alstern, Småland
Alstern är en sjö i Uppvidinge kommun i Småland och ingår i Alsteråns huvudavrinningsområde. Sjön är 24 meter djup, har en yta på 3,45 kvadratkilometer och är belägen 217 meter över havet. Sjön avvattnas av vattendraget Alsterån. Vid provfiske har en stor mängd fiskarter fångats, bland annat abborre, bergsimpa, braxen och gers.

## Delavrinningsområde
Alstern ingår i det delavrinningsområde (631992-147338) som SMHI kallar för Utloppet av Alstern. Medelhöjden är 237 meter över havet och ytan är 18,94 kvadratkilometer. Räknas de 9 avrinningsområdena uppströms in blir den ackumulerade arean 134,1 kvadratkilometer. Avrinningsområdets utflöde Alsterån mynnar i havet. Avrinningsområdet består mestadels av skog (68 procent). Avrinningsområdet har 3,52 kvadratkilometer vattenytor vilket ger det en sjöprocent på 18,6 procent. Bebyggelsen i området täcker en yta av 0,65 kvadratkilometer eller 3 procent av avrinningsområdet.

## Fisk
Vid provfiske har följande fisk fångats i sjön:
| - Abborre - Bergsimpa - Braxen - Gärs - Gädda - Lake - Löja - Mört - Sik - Siklöja - Stensimpa | - Öring |